# Волков, Леонид Петрович
Леони́д Петро́вич Во́лков (3 мая [15 мая] 1870, Санкт-Петербург — 21 июля (3 августа) 1900, около села Калушань) — русский поэт, казачий офицер, один из героев забытой Китайской войны.

## Биография

### Юность в Петербурге
Родился в 1870 году в Санкт-Петербурге. Мать умерла, когда Леониду было 3 года. Отец — потомственный дворянин Полтавской губернии, полтавский казак, военный топограф, имел чин полковника. Растерявший здоровье в многочисленных экспедициях, больной ревматизмом, он был прикован к креслу и также умер очень рано.
В 8 лет Лёня остался круглым сиротой. Уже с 5 лет Леонид воспитывался за казенный счет в Гатчинском Николаевском сиротском институте, где увлёкся поэзией. В институтской библиотеке особенно зачитывался книгами о путешествиях. Однажды, к предстоящему визиту в Гатчинский институт его покровительницы — императрицы Марии Фёдоровны — воспитаннику Леониду Волкову было поручено сочинить стихи, которые были милостиво приняты августейшей особой. Кроме того, Мария Фёдоровна порекомендовала познакомить Волкова с Аполлоном Майковым, который благословил начинающего поэта.
В 1888 году он был выпущен из сиротского института. В это же время в Санкт-Петербург приехал опекун Леонида — офицер Амурского казачьего войска полковник Винников. В своё время, как бывший сослуживец Волкова-старшего, Винников согласился взять на себя законную опеку над его имуществом и детьми. Винников и сманил юношу на Амур, взяв на себя заботу о его дальнейшей судьбе.

### Жизнь в Сибири
Леонид Волков был поражён величием полноводного Иртыша, обширностью тайги и обилием незаселённых пустынных мест и как бы испуган этим обстоятельством. Сильно подействовал на впечатлительную натуру Волкова впервые увиденный им суровый и мрачный Байкал:

Я видел одетый вечерним туманом 

Холодный, сердитый Байкал. 
 
Как дикий степняк под казачьим арканом, - 
 
Он злобно и тяжко дышал… 

По прибытии в Благовещенск, Волков поступает в Амурское казачье войско вольноопределяющимся казаком, а затем едет в Иркутское юнкерское училище, которое окончил по II-му разряду 1 августа 1892 года. После училища он зачисляется подхорунжим в 1-ю сотню Амурского казачьего конного полка и возвращается в Приамурье, в Благовещенск. 25 марта 1893 года производится в хорунжие. В дальнейшем дослужился до сотника. В бесчисленных командировках Волков избороздил край вдоль и поперек: побывал в низовьях Амура, в Приморье (бывшей Восточной Маньчжурии), в горах Малого Хингана и на Зазейской равнине. Дальнейшую его карьеру оборвала славная смерть… До конца жизни Волков был верен девизу своей юности:

Духом не падай! Не все ж неудачи — 

Верь мне — успех увенчает труды! 
 
Жизнь задает не пустые задачи, 
 
Горько начало, но сладки плоды. 

### Гибель в бою
В 1898 году в Цинской империи вспыхнули волнения. Усмирение китайских волнений в Северной Маньчжурии возглавил Приамурский генерал-губернатор, командующий войсками Приамурского военного округа и войсковой наказной атаман Приамурских казачьих войск Н. И. Гродеков. Сотник Леонид Волков принял участие в жестоких боях на Амуре. В течение двух недель ихэтуани, базируясь на Сахалян, осаждали Благовещенск. 14 июля 1900 г. в Благовещенск прибыло долгожданное подкрепление (под командованием генерала Александрова). В последующие дни стали подтягиваться и другие отряды, доставлялись на пароходах боеприпасы и вооружение. 19 июля началось наступление наших войск. В бою при взятии Сахаляна участвовал и Леонид Волков.
Через два дня, в ходе наступления на Айгунь, разразилось сражение под Колушанами — деревней, лежащей на берегу Амура, при устье речки Чихезки. Атаковать Колушанские высоты пришлось по открытому пространству, под убийственным огнём неприятеля. Русская артиллерия открыла огонь. После получасовой канонады пехота пошла в атаку. Четвёртая сотня Амурского казачьего полка, под командированием сотника Волкова, заменившего раненного в бою при взятии Сахаляна командира сотни Вандаловского, бросилась в атаку. Впереди всех — на взмыленном коне, с шашкой наголо — скакал Леонид Петрович. Просвистевший осколок резко полоснул его по правой щеке, но он, по словам очевидцев, даже не заметил боли. Лишь когда несколько орудий было захвачено, а орудийная прислуга порублена, Волков, вынув платок, наскоро вытер им окровавленное лицо. «Вперёд!» — крикнул он казакам, заметив невдалеке ещё одно из неприятельских орудий, — и первым бросился туда. Замахнулся шашкой на солдата-артиллериста, сидящего на зарядном ящике с зажжённым фитилем в руках, и тут полыхнуло пламя, раздался взрыв страшной силы. Китаец-смертник успел взорвать под собой ящик со снарядами. Взрывной волной Волкова приподняло в седле и отбросило вместе с лошадью в сторону. Смерть его была мгновенной…

На пароходе «Сунгари» тело героя было 22 июля 1900 года привезено в Благовещенск и предано земле на военном кладбище. Однако, ни памятник, ни военное кладбище не сохранились, будучи уничтожены в Советскую эпоху. 
Воины-казаки на свои средства установили памятник всем погибшим в конфликте 1900 года на военном кладбище в районе улицы Нагорной. Но, ни памятник, ни военное кладбище не сохранились. На этом месте сейчас - производственные постройки и свалка!
 — с горечью сказал библиограф Г. Жогленко.

## Семья
Жена — Екатерина Дионисьевна Волкова, обвенчался 2 ноября 1894 года в Благовещенском кафедральном соборе. У них было трое детей — Елизавета, Нина, Анатолий.

## Творчество
Поэт был знаком с Аполлоном Майковым, который и благословил Леонида Волкова на литературную деятельность.
Своё первое стихотворение опубликовал в 1887 году, будучи воспитанником сиротского института. Позже стихи появляются в газете «Дальний Восток» (Владивосток), а с 1897 года в благовещенской «Амурской газете». Его стихи печатались в газетах «Сибирь», «Восточное обозрение», «Амурский край», «Владивосток», в журнале «Природа и охота». При жизни поэта вышли два сборника стихов «На Амуре» (Благовещенск, 1895) и «На Дальнем Востоке» (Благовещенск, 1899).
Посмертно Екатерина Дионисиевна Волкова издала «Сборник произведений Л. П. Волкова» (Хабаровск, Типография штаба Приамурского военного округа, 1902), куда кроме стихов вошли очерки, рассказы, фельетоны Леонида Волкова. Также вдова включила свой биографический очерк о жизни и творчестве Леонида Петровича.
Волков работал в романтическом стиле, мечтая об идеальной жизни. Однако, в силу окружающей его действительности, считал её осуществление невозможным.
Немало стихов о природе. Ряд стихов он посвятил Амуру, Байкалу, Хингану, Сахалину. Часто обращался к именам Николая Муравьёва-Амурского и Геннадия Невельского.
Известен как «Первый поэт Приамурья», однако также под этим статусом упоминается и Порфирий Масюков.

## Память
В 1900 году на левом берегу Зеи, на месте бывшего поселения китайцев, изгнанных во время Боксёрского восстания, был образован посёлок. В 1901 году Войсковое Правительство Амурского казачьего войска постановило назвать этот посёлок (причисленный к Николаевскому станичному округу) именем Леонида Петровича Волкова. Ныне — село Волково в Благовещенском районе Амурской области.
1 июня 2010 г. в Амурском областном краеведческом музее (г. Благовещенск) открылась выставка «Певец Приамурья», посвящённая 140-летию со дня рождения Л. П. Волкова. Было представлено около 50 экспонатов, в том числе семейный альбом дочери поэта — Нины Леонидовны.